# Ligne Savoie-Piémont
Cet article a pour sujet la ligne à haute tension entre la Savoie et le Piémont. Pour la liaison ferroviaire, voir l'article Liaison ferroviaire transalpine Lyon - Turin.
La ligne Savoie Piémont est une ligne à haute tension de type HVDC de 1200 MW reliant l'Italie à la France depuis 2022, afin de renforcer les capacités d'échange électriques des deux pays. Sa principale caractéristique est d'être entièrement souterraine, ce qui en fait lors de son ouverture la plus longue ligne électrique souterraine du monde. Une autres caractéristique notable est l'utilisation pour son cheminement des bordures des axes de communication existants, afin de mutualiser les emprises d'infrastructures.

## Historique
Lancés en avril 2015, les travaux visent à augmenter de 60 % la capacité d'échange d'énergie entre la France et l'Italie, afin d'atteindre une puissance échangeable de 4 450 MW. Le chantier démarre côté français par la liaison entre Aiton et Sainte-Hélène-du-Lac, s'interrompt durant l'hiver 2015-2016 pour ne pas gêner l'accès aux stations hivernales, puis reprend en avril 2016. Deux cents personnes sont employées simultanément sur le chantier côté français, dont environ les trois quarts pour le déploiement de la ligne et le quart restant pour la création de la station de conversion dans le poste électrique.
En août 2019 s'achève la pose des câbles dans le second tube, récemment foré, du tunnel routier du Fréjus.
Une liaison de 600 MW est mise en service en novembre 2022, l'autre liaison étant mise en service le 04 août 2023. 
L'association américaine Edison Electric Institute (EEI) a décerné son prix international 2023 au GRT italien TERNA pour cette liaison .

## Caractéristiques de l'interconnexion
Cette interconnexion est constituée de deux liaisons indépendantes ayant une capacité maximale de 600 MW chacun. Chaque liaison est composée d'une station de conversion AC/DC (en) à chaque extrémité : un au poste de Grande Île à Sainte-Hélène-du-Lac côté savoyard et un à celui de Piossasco côté piémontais. Ces convertisseurs sont de type VSC (Voltage Source Converter) et construits par General Electric ; les deux câbles courant continu supportent une tension de +/-320 kV. La technologie VSC utilisant des transistors IGBT permet une grande souplesse d'exploitation par le réglage fin de la puissance active (transits) et réactive (maintien de la tension) à chaque extrémité.
La ligne de 190 kilomètres de longueur est entièrement enterrée, ce qui constitue un record mondial de longueur pour une ligne souterraine. Elle se compose de quatre câbles déroulés dans quatre fourreaux parallèles de polyéthylène, déposés au fond d'une tranchée de 0,7 × 1,25 mètre. Chaque touret apporte 2 300 mètres de câble, ce qui représente quarante tonnes. La tranchée est ouverte dans la bande d'arrêt d'urgence des infrastructures routières existantes : RD1006, A43 et tunnel routier du Fréjus,.
Dans un but de recourir préférentiellement à de la matière première locale, l'aluminium est issu à 80 % de l'usine Trimet de  Saint-Jean-de-Maurienne.

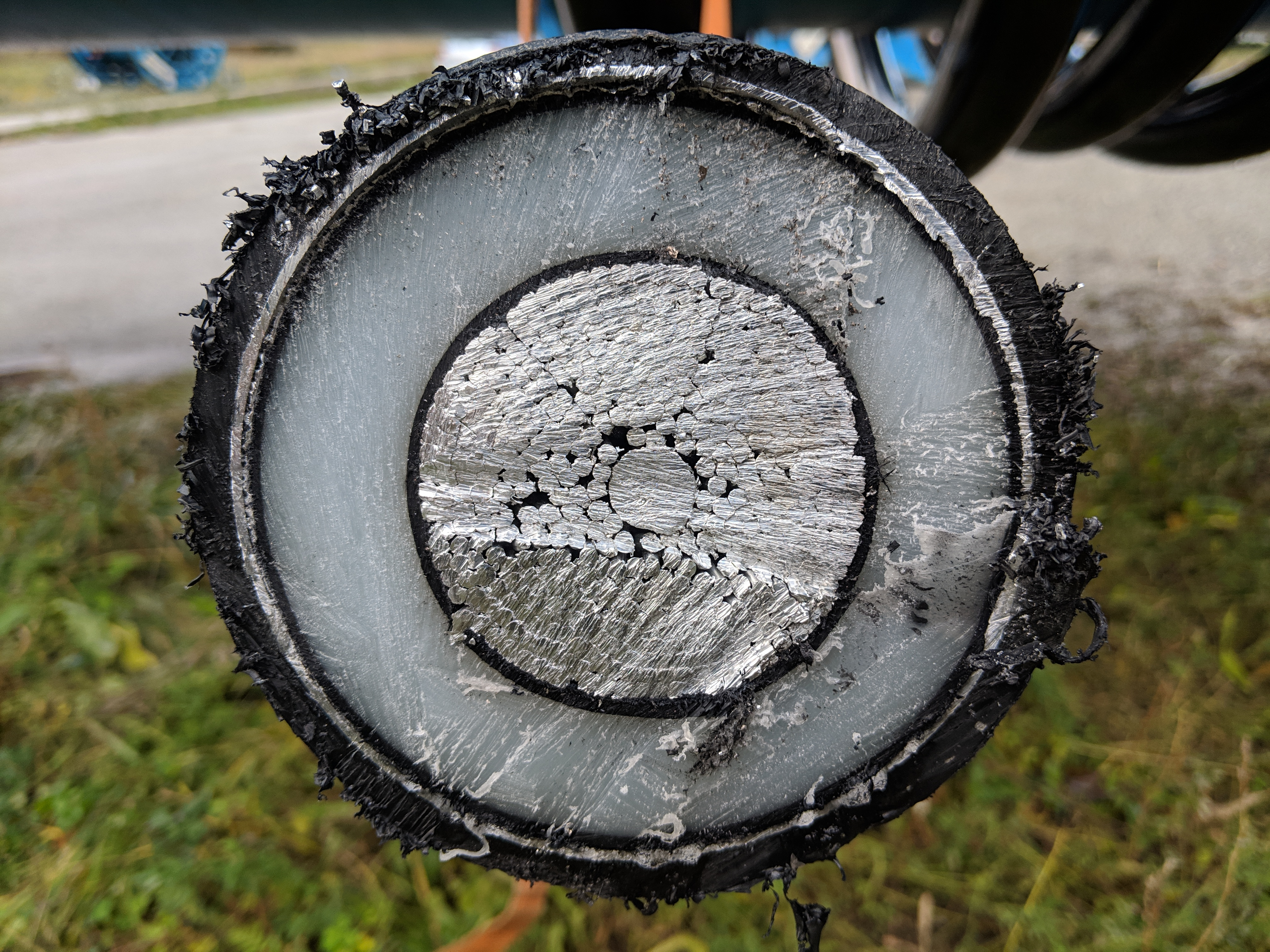
Câble électrique de la ligne RTE Savoie Piémont.
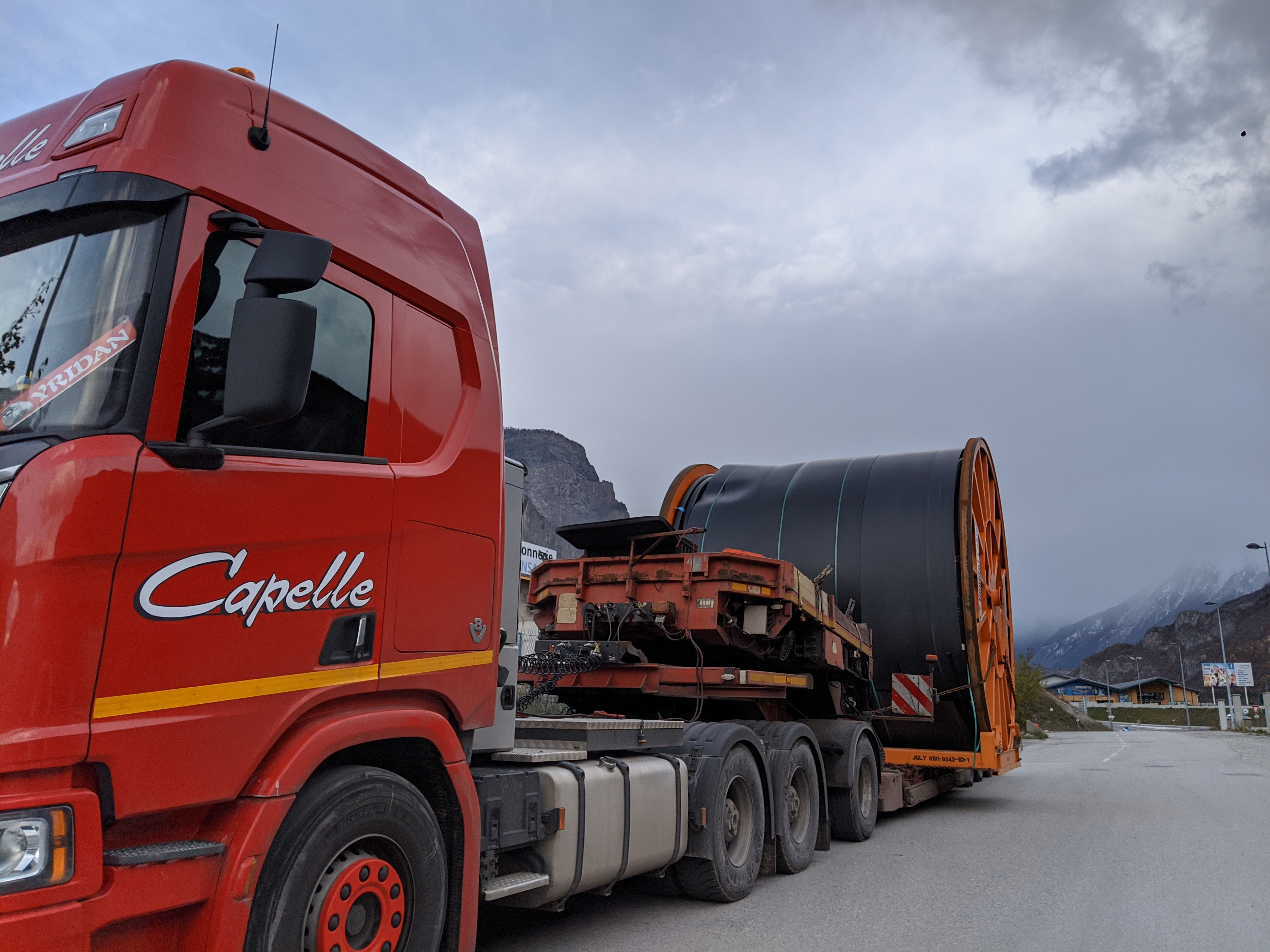
Camion de transport des tourets.
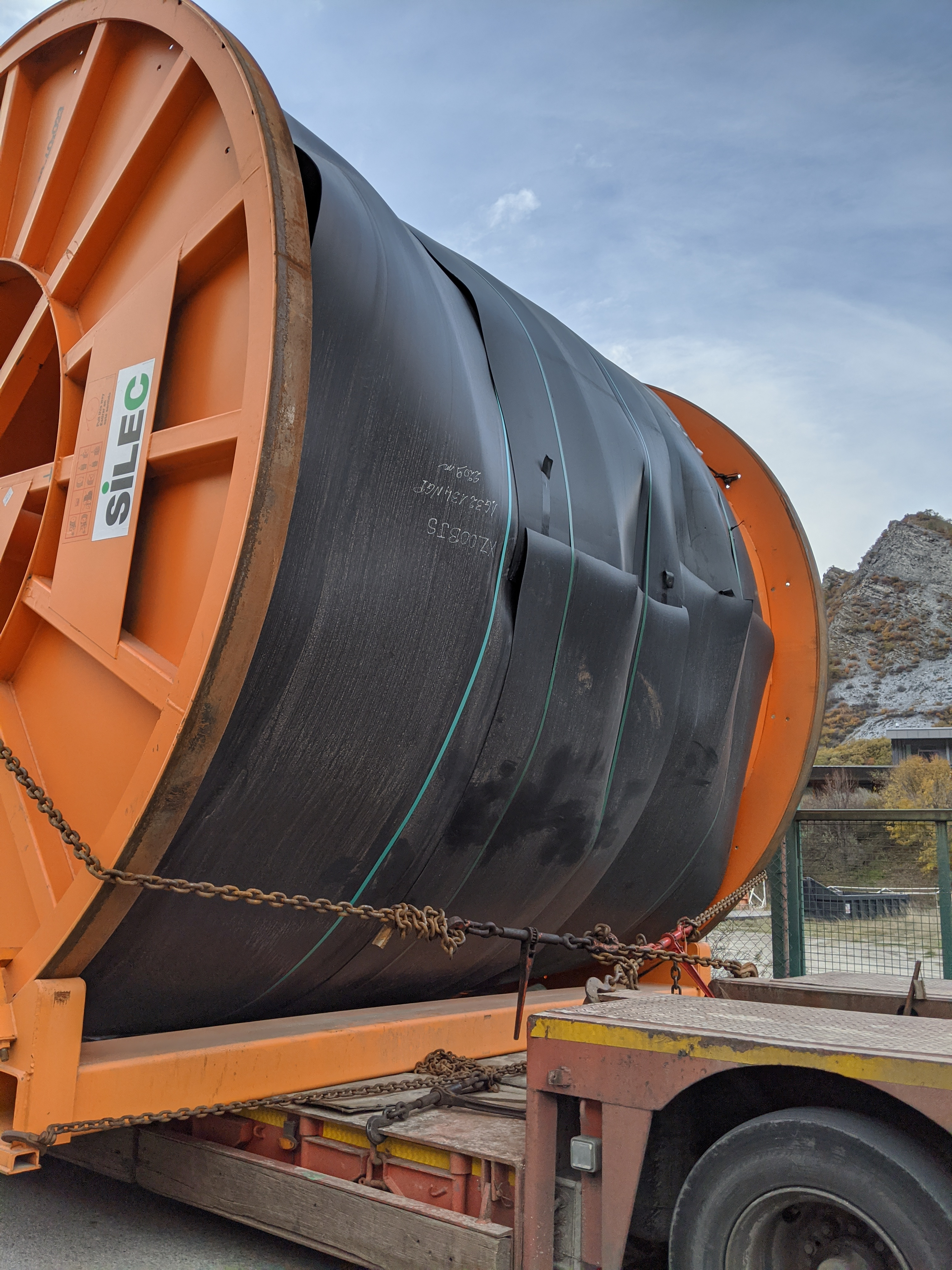
Camion de transport des tourets
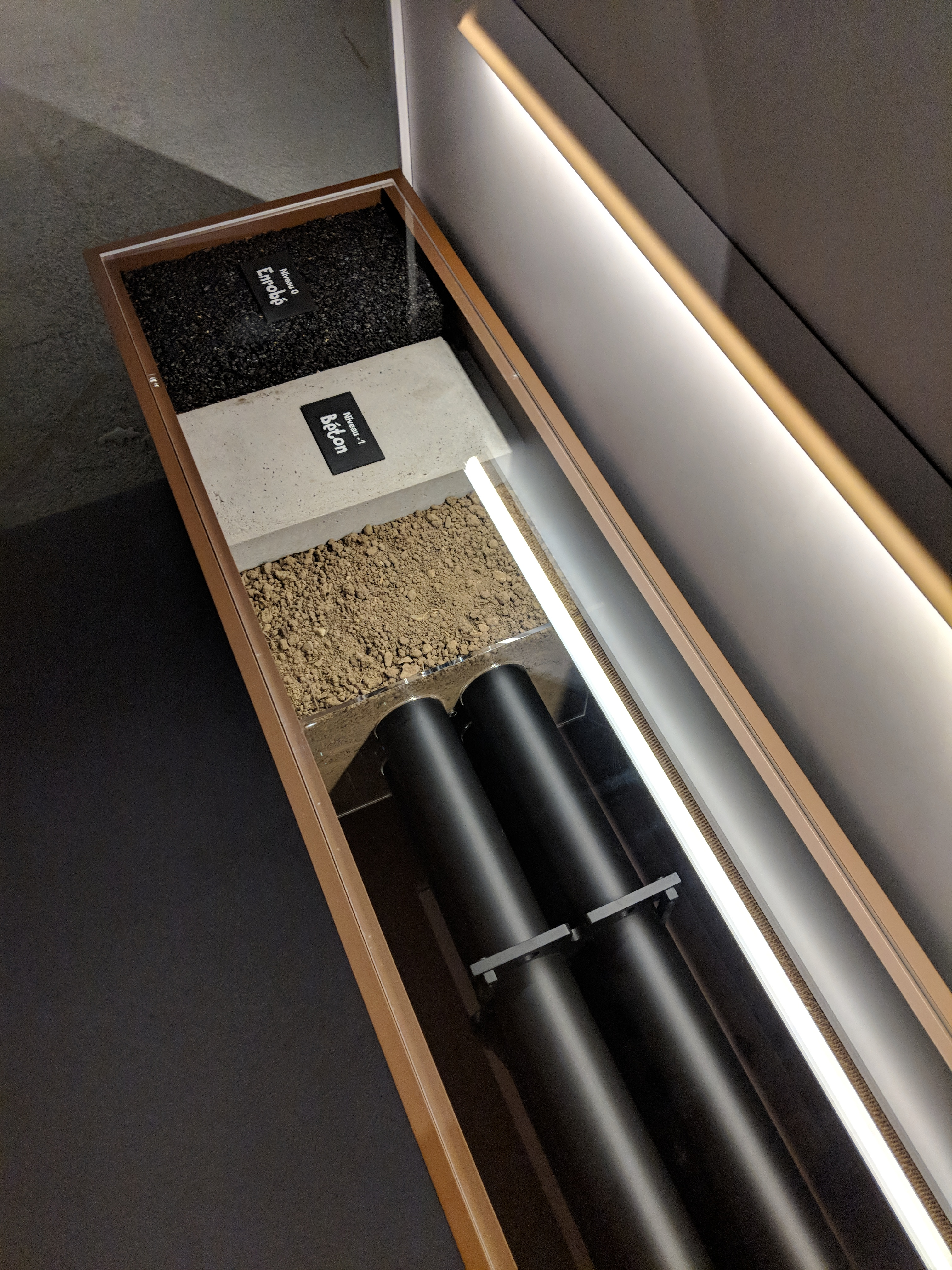
Maquette de l'ouvrage de la ligne Savoie-Piémont, exposition dans la galerie Eureka à Chambéry.
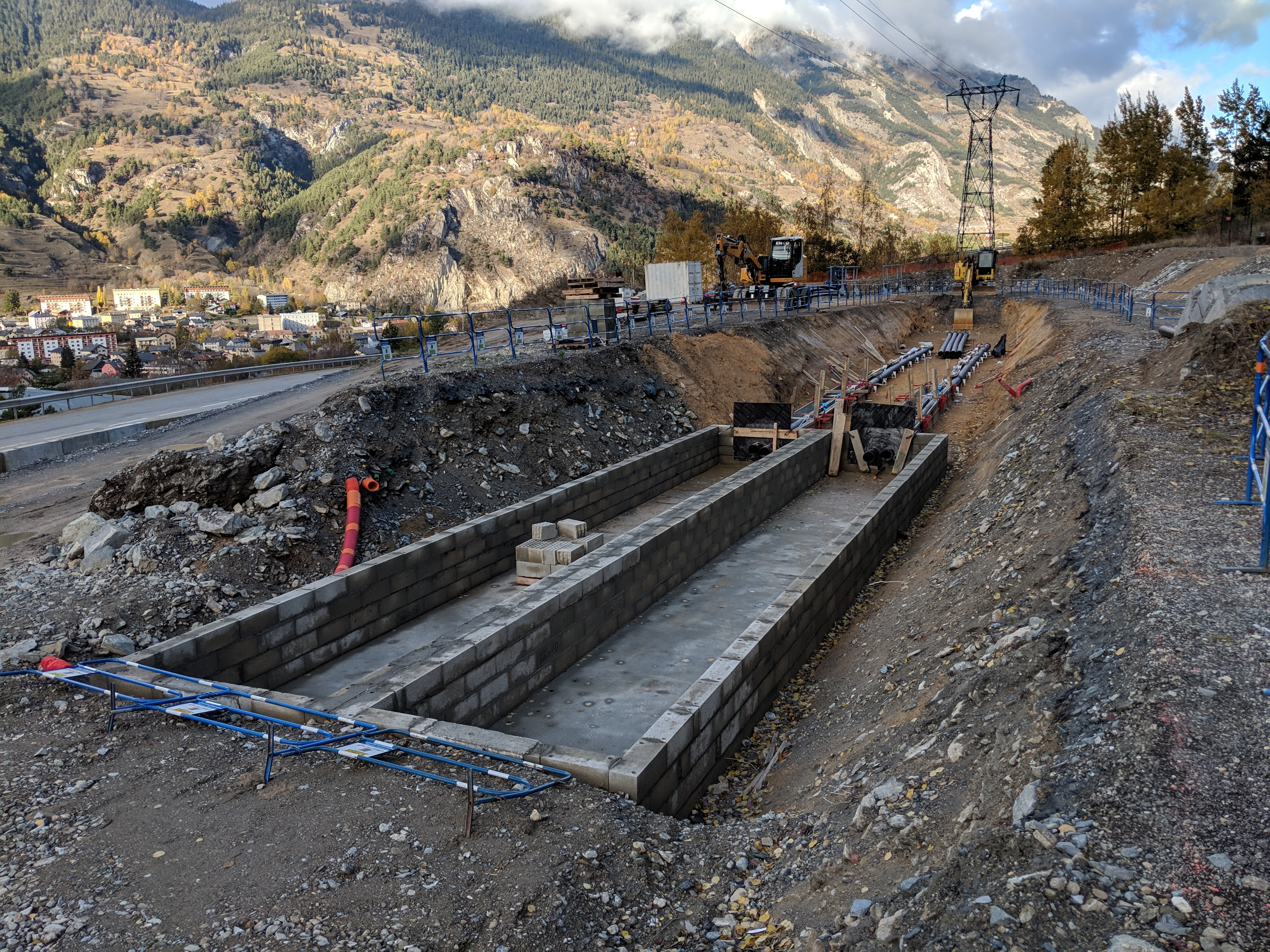
Chambre de Jonction des câbles, photo prise à Modane
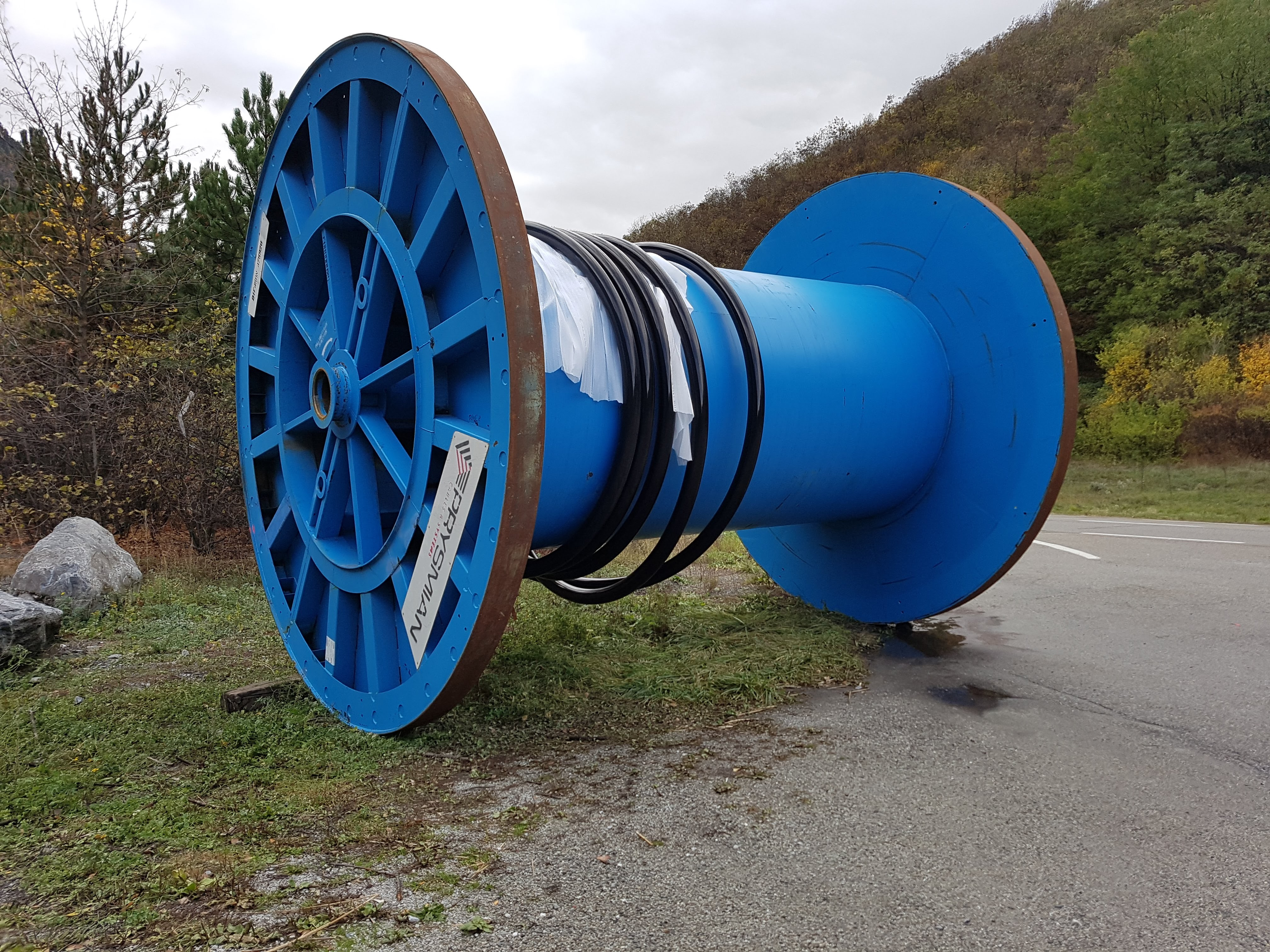
Touret de câble électrique vide, il ne reste que quelques mètres
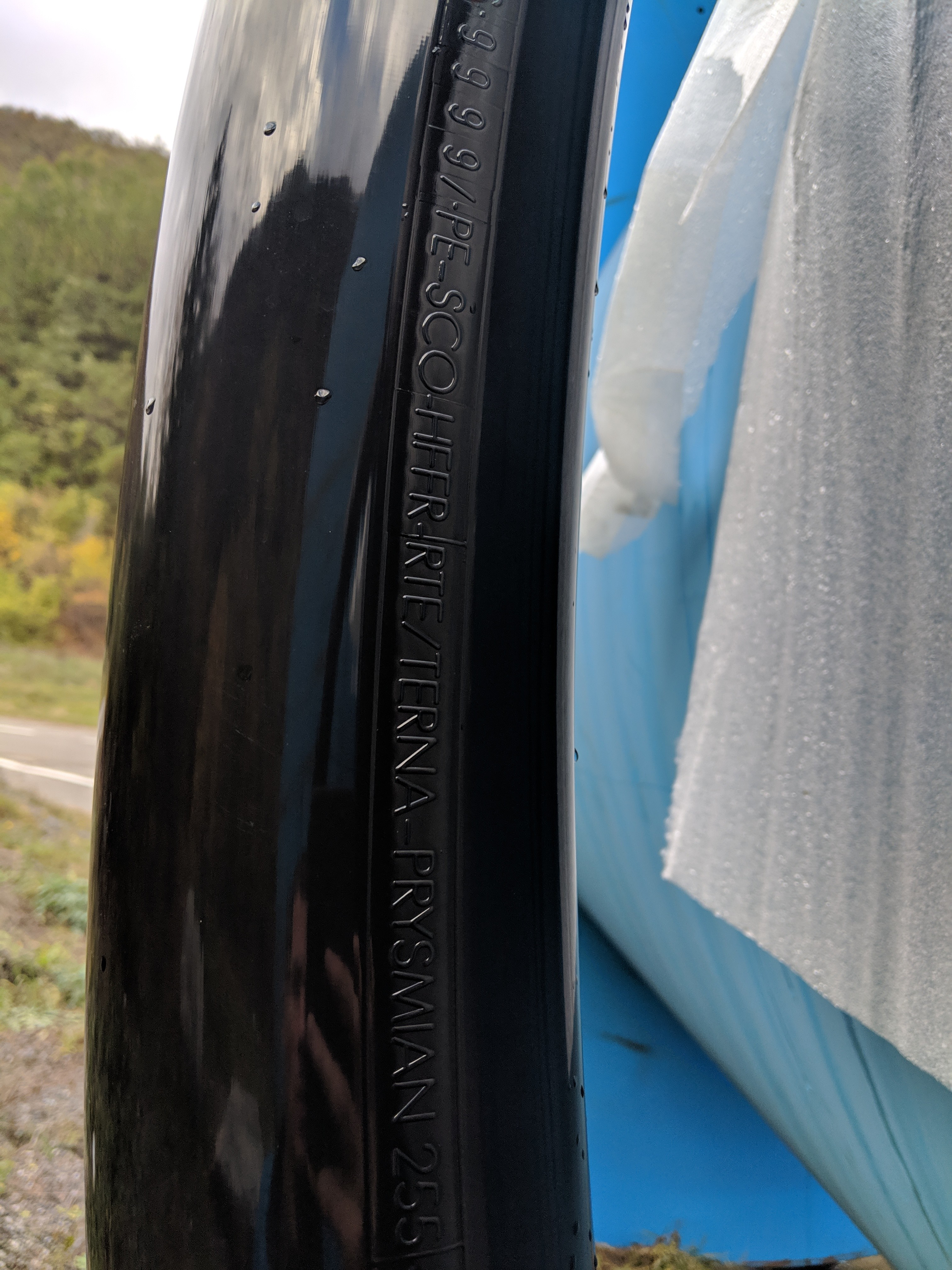
Détails sur le texte sérigraphié sur le câble électrique. On peut voir les deux entités : RTE / TERNA
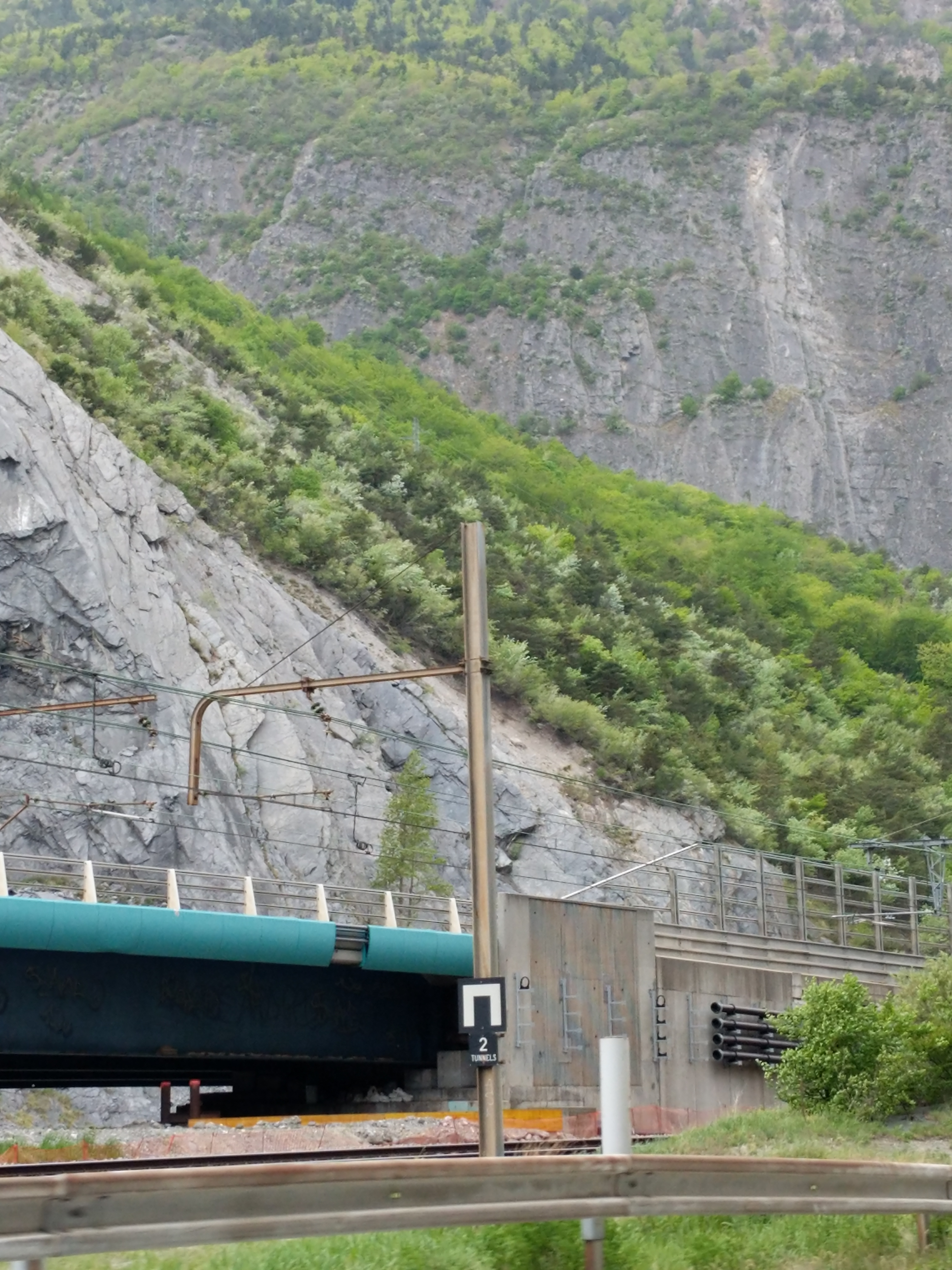
Travaux de pose des fourreaux qui accueilleront les câbles de la ligne électrique
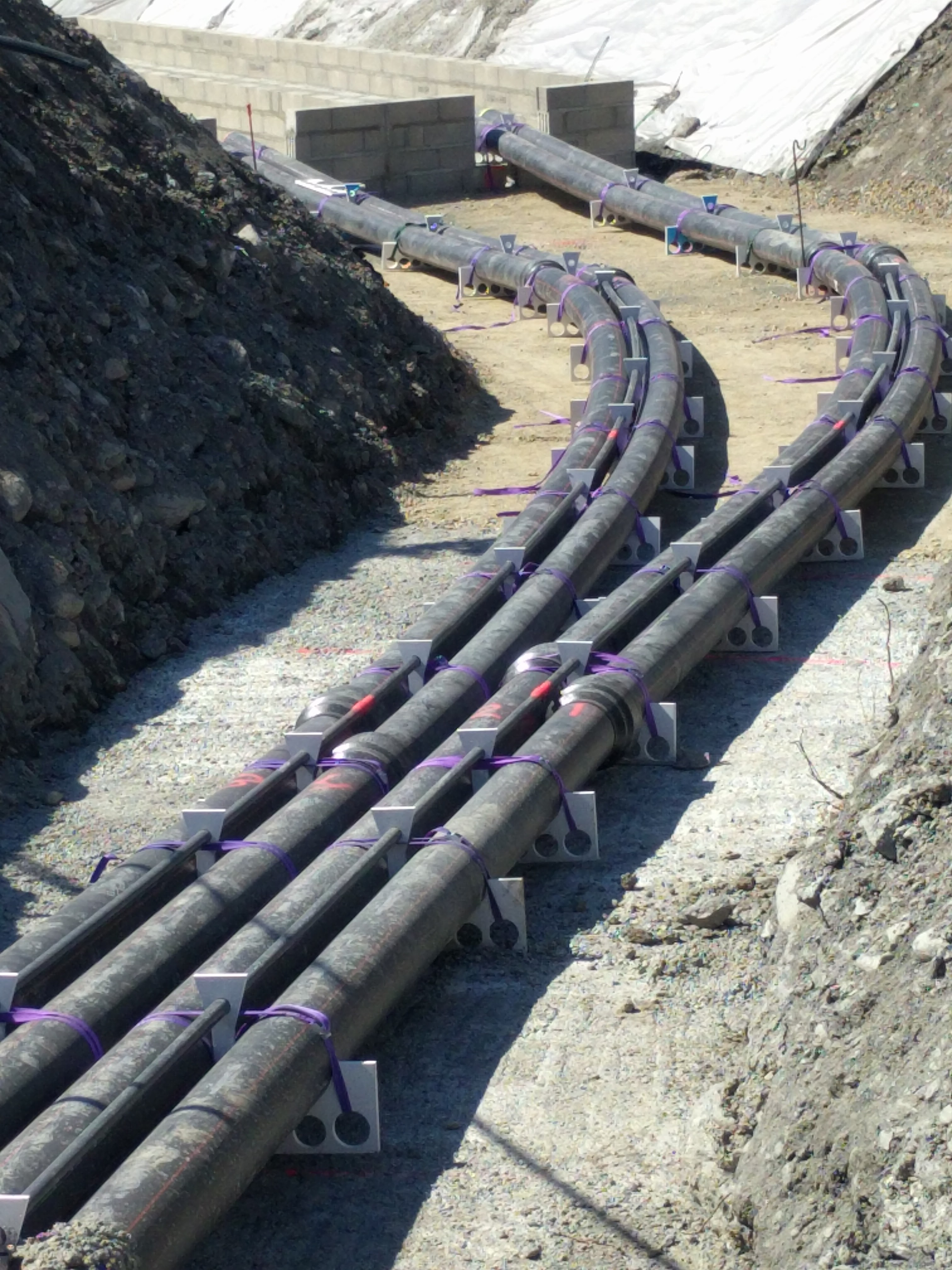
Détail de la pose des fourreaux de la ligne électrique
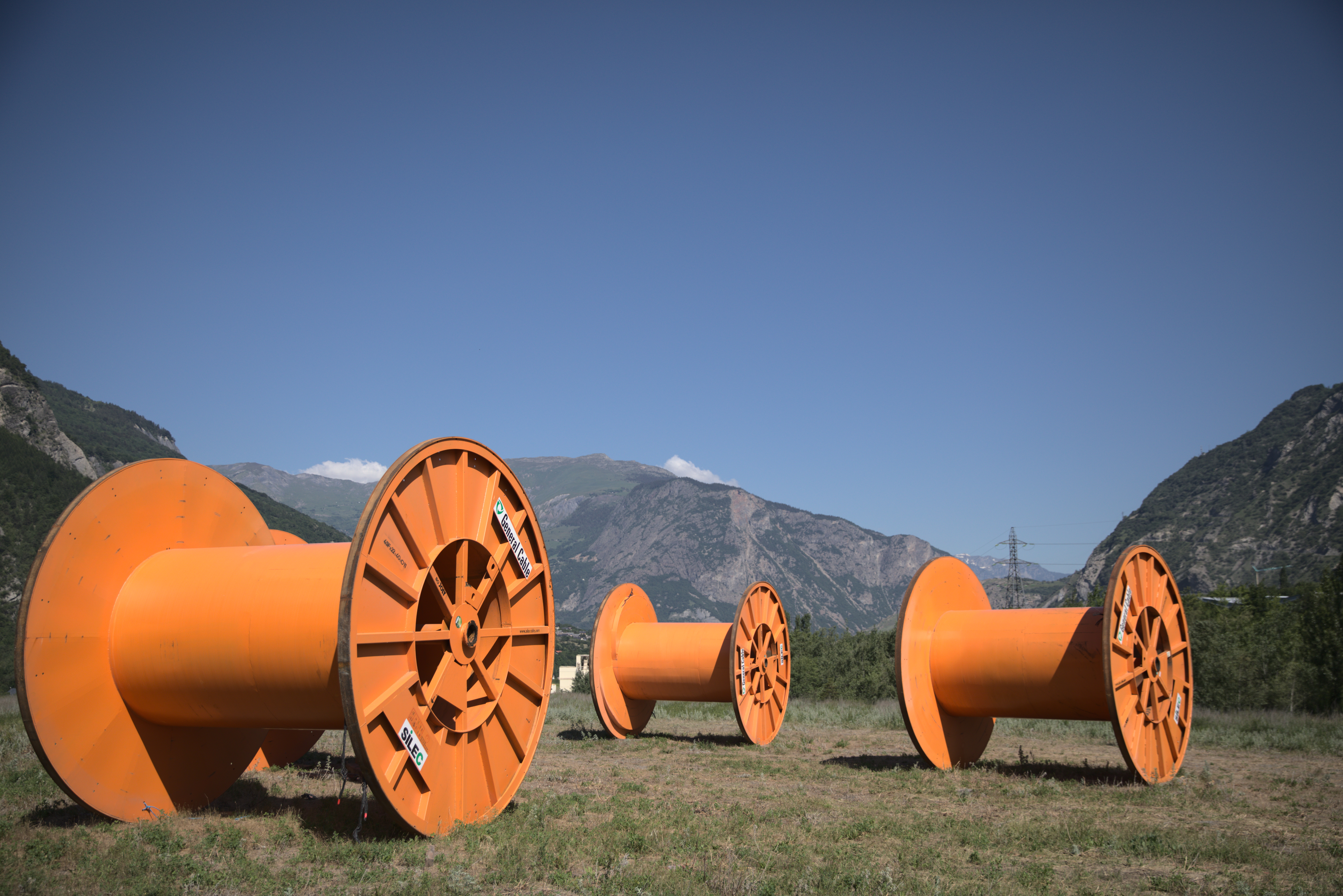
Derniers tourets posés de la ligne électrique, à Saint Julien Montdenis
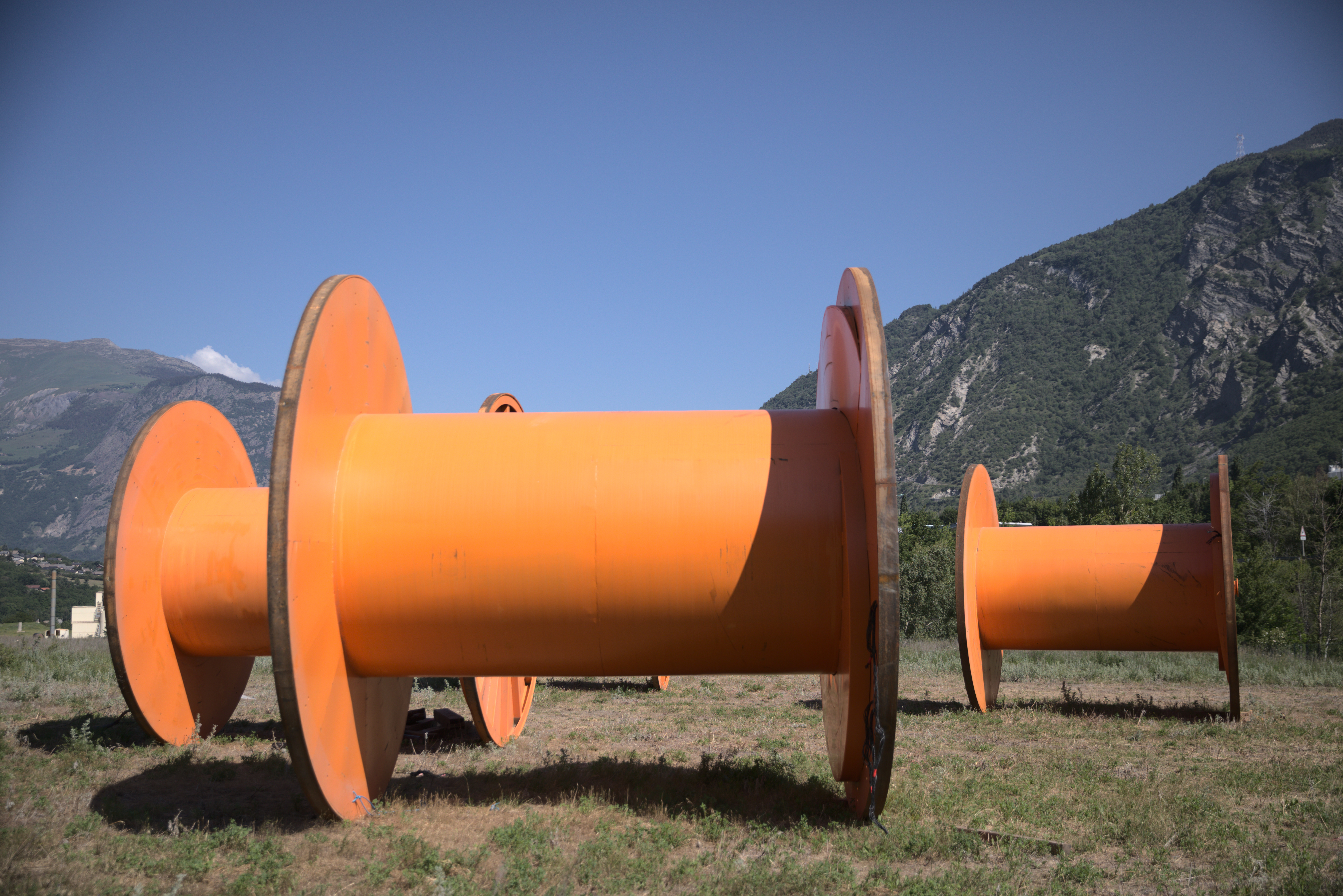
Derniers tourets posés de la ligne électrique, à Saint Julien Montdenis
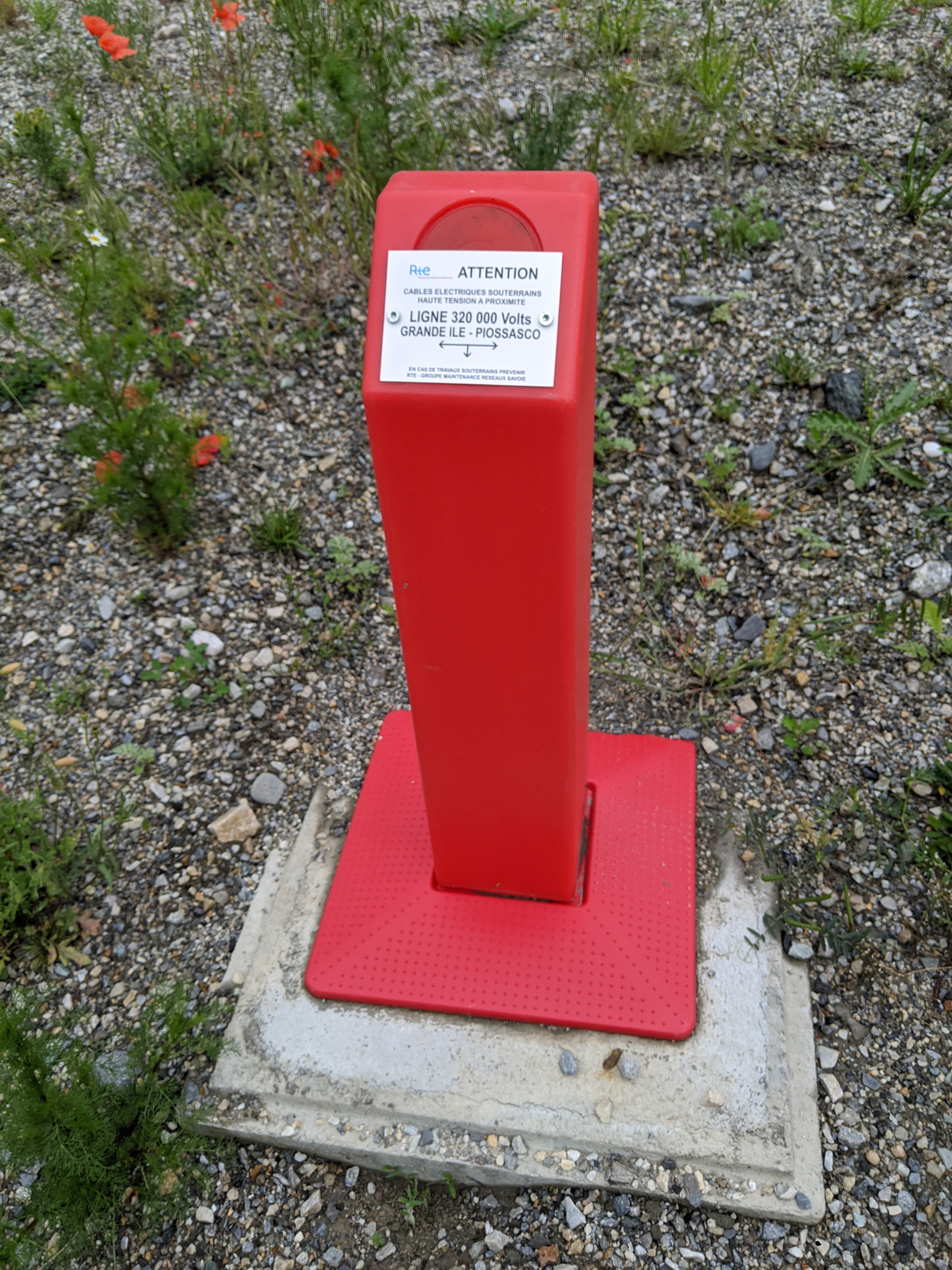
Borne de repérage de la ligne électrique, photo prise à Saint-Michel-de-Maurienne